# Windows Neptune
Windows Neptune este numele de cod al unei versiuni experimentale de Microsoft Windows, care a fost dezvoltată de la începutul anului 1999 și până la începutul anului 2000. Această versiune de Windows a avut la bază sistemul de operare Windows 2000.
La începutul anului 2000, Microsoft a unit echipa de lucru de la Windows Odyssey care era în stadii incipiente de dezvoltare în 1999 cu cea de la Windows Neptune.  Echipa combinată a lucrat la un nou proiect cu numele de cod Whistler, care a fost lansat mai târziu ca Windows XP.
O singură construcție alfa din Windows Neptune , 5111, a fost lansat testerilor în baza unui acord de dezvăluire și, ulterior, și-a făcut drum prin diverse site-uri de colecționari beta și muzee virtuale în 2000